# Chassé-croisé mortel
Pour les articles homonymes, voir Chassé-croisé.
Pour plus de détails, voir Fiche technique et Distribution.
Chassé-croisé mortel (Stamp of a Killer) est un téléfilm américain réalisé par Larry Elikann (d) et diffusé le 1er novembre 1987 sur NBC.
En France, le téléfilm a été diffusé sur Canal+ le 19 mai 1989 et rediffusé le 28 septembre 1990 sur La Cinq.

## Distribution
- Judith Light : Cathy Proctor
- Jimmy Smits : Richard Braden
- Audra Lindley : Granny
- Michael Parks : The hitman
- Rhea Perlman : Claudia
- John Aylward